# 张振声 (合肥)
张振声，安徽合肥人，清朝政治人物。
宣统元年（1909年），擔任利川知县。